# Maklerformel
Die Maklerformel ist eine vereinfachte Form des Ertragswertverfahrens zur Ermittlung des Verkehrswertes einer Immobilie im Rahmen der Immobilienbewertung.
Dabei wird der Jahresreinertrag der Immobilie (Bruttomieterträge nach Abzug aller Betriebs- und Verwaltungskosten) durch den Kapitalisierungszins geteilt. Der Kapitalisierungszins gibt die Ertragserwartung und das Risiko wieder. Ein hoher Kapitalisierungszins entspricht einer hohen Ertragserwartung und einem hohen Risiko. Gebräuchliche Kapitalisierungszinssätze sind 4 % bis 5 % bei Wohnimmobilien und 6 % bis 8 % bei Gewerbeimmobilien. In jüngster Zeit sind die Kapitalisierungszinssätze jedoch auf 3 % bis 4 % gesunken. Diese Entwicklung reflektiert die gegenwärtige Niedrigzinssituation und die derzeitige Flucht in Sachwerte.
Mathematisch entspricht die Maklerformel der ewigen Rente.
Die Maklerformel lässt die Restnutzungsdauer der Immobilie außer Acht und geht von einer unbegrenzten Gesamtnutzungsdauer aus. Der ermittelte Wert ist daher tendenziell zu hoch.
Beispiel: Jahresreinertrag 100.000 € / 5 % = 2 Mio. €.